# Toffen
Toffen es una comuna suiza del cantón de Berna, situada en el distrito administrativo de Berna-Mittelland. Limita al norte y noreste con la comuna de Belp, al este con Gelterfingen, al sur con Kaufdorf y Rüeggisberg, al oeste con Niedermuhlern y Wald.
Hasta el 31 de diciembre de 2009 situada en el distrito de Seftigen.

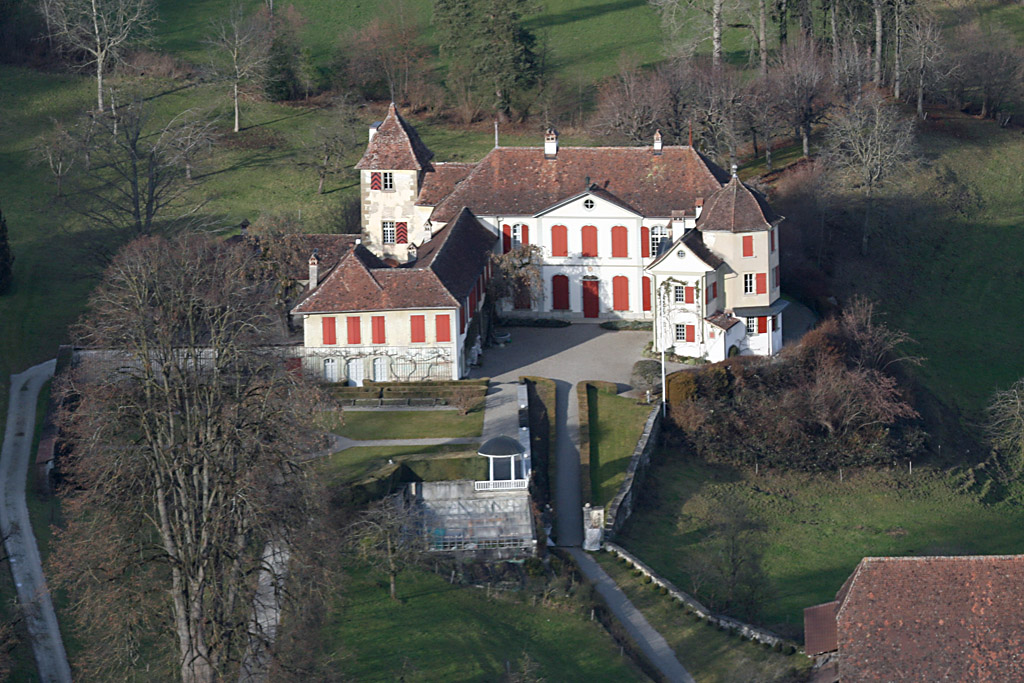
Vista aérea del castillo de Toffen.

## Transporte
Ferrocarril
En la estación de la comuna efectúan parada trenes de cercanías de la red S-Bahn Berna.